# Massenuniversität
Massenuniversität ist ein Schlagwort im soziologischen und bildungspolitischen Diskurs des deutschsprachigen Raumes. Bezeichnet wird damit eine sehr große Universität (mehrere tausend Studenten) mit bestimmten zugeschriebenen Eigenschaften, insbesondere lockeren oder fehlenden Zulassungsbeschränkungen, einer sozial heterogenen Studentenschaft und Mittelmäßigkeit in Forschung und Lehre. Den Gegenbegriff zur „Massenuniversität“ bildet die „Eliteuniversität“ (siehe: Bildungschance, Spitzenuniversität).
Beide Termini werden oft polemisch verwendet, also ohne Prüfung, ob zwischen der Studierendenzahl einerseits und der sozialen Zusammensetzung der Studentenschaft bzw. der Qualität der Hochschule andererseits tatsächlich ein Zusammenhang besteht. Dass die Größe einer Hochschule über deren Qualität oder die Zusammensetzung der Studentenschaft sehr wenig besagt, zeigt etwa das Beispiel der Columbia University (New York), die 33.032 Studierende hat, obwohl sie nur 6,1 % der Bewerber nimmt; aufgrund der äußerst hohen Qualität ihrer Wissenschaftspflege nimmt diese Hochschule in den QS World University Rankings Platz 18 ein (Stand: 2020).

## Begriffsgeschichte
Der deutsche Terminus Massenuniversität erscheint im soziologischen und bildungspolitischen Diskurs schon Anfang der 1960er Jahre, d. h. bevor der große Ansturm auf die Universitäten im deutschen Sprachraum überhaupt richtig begonnen hat. Der deutsche Psychiater und Philosoph Karl Jaspers verwendet den Begriff bereits 1961 in dem gemeinsam mit Kurt Rossmann verfassten Buch Die Idee der Universität: Für die gegenwärtige Situation entworfen (Berlin, Springer Verlag, 1961). Der tendenziell negative Begriff der Masse war erst ein Jahr davor von Elias Canetti in seinem Hauptwerk Masse und Macht eingehend analysiert und neudefiniert worden und daher in akademischen Kreisen gerade in aller Munde. Dennoch war und ist der Begriff Massenuniversität mit einer tendenziell negativen Konnotation besetzt, bei dem man an übervolle Hörsäle, langhaarige Hippies, Studentenstreiks und sinkende Bildungsqualität denkt. Er wird daher von Gegnern eines zu offenen Hochschulzuganges absichtlich polemisch verwendet. Eine mögliche negative Konnotation besitzt jedoch auch sein Antonym Eliteuniversität, das einen exklusive Einrichtung suggeriert, von der man selbst womöglich ausgeschlossen ist.

## Geschichte der Öffnung der Universitäten für alle Gesellschaftsschichten

### Vor 1945
Eine akademische Ausbildung war in früheren Jahrhunderten oft nur einem sehr geringen Teil der Bevölkerung zugänglich, insbesondere abhängig von den finanziellen Möglichkeiten und dem Stand der Person. Ab dem 18. und besonders im 19. Jahrhundert stieg die Zahl der Studenten langsam, da vor allem das erstarkende Bürgertum eine höhere Bildung als Möglichkeit zum sozialen Aufstieg gegenüber der Aristokratie nutzte. Frauen waren hingegen meist gänzlich von höherer Bildung ausgeschlossen und konnten erst Ende des 19. Jahrhunderts Ausnahmen erkämpfen (siehe Frauenstudium). Eine gewisse Öffnung der Universitäten fand insbesondere in Deutschland und Österreich erst nach dem Ersten Weltkrieg statt. Dennoch blieb die Zahl der Studenten überschaubar und die Universitäten insgesamt eher elitäre Institutionen. Dies sollte sich erst nach dem Zweiten Weltkrieg ändern.

### Nach 1945

Beispiel: Studentenzahlen an der Universität Göttingen, 1950–2015

Insbesondere in den 1960er und 1970er Jahren begann die Zahl der Studenten in allen westeuropäischen Staaten und Nordamerika stetig zu steigen, und es wurde ein Trend ausgelöst, der bis heute anhält. Diese Entwicklung wurde von mehreren verschiedenen Faktoren ausgelöst. Zum einen wurden die Klassenunterschiede in der Nachkriegsgesellschaft reduziert, und so konnten es sich nun auch mehr Eltern aus unteren Bevölkerungsschichten leisten, ihre Kinder auf die Universität zu schicken. Zum anderen wurden Studiengebühren reduziert oder abgeschafft bzw. staatliche sozial gestaffelte Stipendiensysteme geschaffen. Der Wirtschaftsaufschwung in der Zeit des Wirtschaftswunders verstärkte diese Entwicklung und die sozialen Hürden für eine akademische Ausbildung sanken. Außerdem verlangte die Wirtschaft immer mehr nach besser ausgebildetem Personal, wodurch auch konservative und bürgerliche Kreise für eine Öffnung der Universitäten eintraten. Daneben nahmen immer mehr junge Frauen die Möglichkeit wahr, ein Studium zu beginnen. Insbesondere für die USA gilt zudem, dass im Rahmen der Bürgerrechtsbewegung auch immer mehr ethnische Minderheiten, besonders Afroamerikaner, auf die Universitäten strömten.
In den USA war der Trend zur Großuniversität schon unmittelbar nach dem Zweiten Weltkrieg durch die G.I. Bill of Rights von 1944 ausgelöst worden, die aus dem Krieg heimgekehrten Soldaten den Universitätszugang ermöglichte. Die Zahl der Studenten stieg so an einigen US-Universitäten allein in den Jahren zwischen 1945 und 1948 um das Dreifache. In Westeuropa begann eine ähnliche Entwicklung zur Massenuniversität erst in den 1960er Jahren und war in den einzelnen Ländern zeitlich versetzt. Allen voran waren Frankreich und Italien sowie die skandinavischen Länder, wobei der Anstieg in Schweden und Dänemark deutlich vor dem in Finnland und Norwegen lag. In Frankreich stieg die Zahl der eingeschriebenen Studenten in den Jahren 1960 bis 1970 von 214.000 auf 630.000 an, in Italien sogar von 268.000 auf 682.000. Großbritannien, die Benelux-Länder und die Schweiz hinkten dieser Entwicklung etwas hinterher. Die Universitäten in Deutschland und Österreich kämpften hingegen immer noch mit den Folgen der nationalsozialistischen Bildungspolitik, die eine große Zahl jüdischer und politisch nicht genehmer Professoren von den Universitäten vertrieben hatte. Die Zahl der Studenten stieg in Westdeutschland in den Jahren 1960 bis 1970 „nur“ von 240.000 auf 410.000, holte aber in den 1970er Jahren massiv auf. 1975 gab es in der BRD bereits 680.000 Studenten und 1982 sogar über 930.000. In Österreich stieg die Studentenquote besonders Anfang der 1970er Jahre an und war 1975 bereits höher als in Westdeutschland, was neben demographischen Ursachen unter anderem an der Bildungspolitik der Regierung Bruno Kreiskys und dessen Unterrichtsministers Fred Sinowatz lag. Nur Spanien und Portugal, beides Länder, die in dieser Zeit noch von reaktionären Diktaturen regiert wurden, hinkten diesem gesamtwesteuropäischen Trend hinterher. In Spanien gab es 1965 bei einer Bevölkerung von 32 Millionen nur etwa 65.000 Studenten, doch stieg auch dort noch während der Diktatur Francos die Zahl der Studierenden auf über 400.000 an (Stand 1976, unmittelbar nach Francos Tod).

### Besonderheiten einzelner Länder
Dieser rasante Anstieg der Studentenzahlen führte so in ganz Westeuropa und Nordamerika zum Entstehen der Massenuniversität, die nun viel breiteren Bevölkerungsschichten offenstand und so ihren elitären Charakter langsam verlor. Interessant dabei ist, dass vor allem in den unterlegenen Staaten des Zweiten Weltkriegs, also Westdeutschland, Österreich und Italien, die gesellschaftliche Basis der Universitäten besonders breit war. Dort hatten die traditionellen Eliten wie Adel und Großbürgertum besonders an Einfluss und Prestige eingebüßt, und die Hochschulen waren durchwegs staatliche Institutionen, während dezidierte Eliteuniversitäten und auch Privatuniversitäten weitgehend unbekannt waren. Frankreich und Großbritannien behielten jedoch ihr gestaffeltes Hochschulsystem, wodurch sich nur ein Teil zu Massenuniversitäten entwickelte, während andere Institute ihren Charakter als Eliteuniversitäten behielten (in Großbritannien etwa Oxford und Cambridge und in Frankreich die Grandes Écoles).

## Situation in Europa, besonders in den deutschsprachigen Ländern

### Folgen der Öffnung der Universitäten
Der erwähnte Anstieg der Studenten- und demzufolge auch Absolventenzahlen führte nicht nur zu einem allgemein höheren Bildungsniveau in der Gesellschaft, sondern ermöglichte nun auch bisher sozial benachteiligten und bildungsfernen Bevölkerungsschichten eine akademische Ausbildung. Damit wandelte sich nicht nur die soziale Zusammensetzung der Studentenschaft, sondern auch des akademischen Forschungs- und Lehrpersonals und damit der ganze Charakter und die Kultur dieser Universitäten. Elitäre und „angestaubte“ Traditionen sowie konservative Studentenverbindungen verloren an Bedeutung, während sich neue soziale Strukturen bildeten. In den nun überfüllten Universitätsstädten bildeten sich neue Formen des Zusammenlebens wie die WG, da klassische Wohnformen wie Studentenheime nicht mehr ausreichend Plätze zur Verfügung stellen konnten. Daneben kam es zu einer Politisierung der Studenten, und die großen Massenuniversitäten entwickelten sich zu Zentren des politischen und gesellschaftlichen Umbruchs dieser Zeit. So nahm die 68er-Bewegung in den großen Universitäten ihren Anfang, wobei diese in Europa vor allem in Frankreich begann und sich von dort auf andere westeuropäische Länder ausbreitete. Das Phänomen der Massenuniversität war in Frankreich schon weiter fortgeschritten, wodurch dort besonders Paris zum Epizentrum dieses Umbruchs wurde. In Deutschland waren vor allem die großen Universitätsstandorte Frankfurt und West-Berlin Zentrum der Studentenbewegung, in Österreich in abgeschwächter Form vor allem Wien (Uni-Ferkelei). Daneben stieg nicht nur die Zahl der Studierenden, sondern auch das Lehrangebot veränderte sich. Besonders im Bereich der Geisteswissenschaften wurden die Curricula modernisiert und auch ganz neue Studienrichtungen etabliert.
Neben den positiven Auswirkungen der Öffnung der Universitäten hatte die daraus entstandene Entwicklung zur Massenuniversität natürlich auch negative Effekte auf Forschung und Lehrbetrieb. So hinkte die Ausstattung der Universitäten mit baulichen und personellen Ressourcen stets dem Anstieg der Studenten hinterher. Die Politik konnte oder wollte die Budgets nicht in dem Maße erhöhen, wie die Studentenzahlen zunahmen. Das führte zu überfüllten Hörsälen, zu beschränkten Seminar- und Laborplätzen und Wartelisten für Lehrveranstaltungen und Prüfungen. Auf einen Professor kamen nun oft mehr als hundert Studenten. Zuvor kannte ein Professor meist alle seine Studenten beim Namen, und auch die Studenten einer Studienrichtung oder Fakultät kannten bis dahin meist alle ihre Kommilitonen, wohingegen der Studienbetrieb nun immer anonymer wurde. Die Universitäten reagierten darauf mit zunehmender Bürokratie, so musste man sich nun für Lehrveranstaltungen und Prüfungen per Formular anmelden, wo davor meist ein persönliches Gespräch gereicht hatte. Insgesamt setzte somit ein Prozess der Verschulung der Universitäten ein, Curricula wurden zunehmend fix vorgeschrieben, Anwesenheitspflichten eingeführt und Wahlmöglichkeiten abgeschafft. Dadurch trat das Humboldt’sche Bildungsideal des freien autonomen Studierens immer mehr in den Hintergrund. Weiters verlängerte sich die durchschnittliche Studiendauer erheblich, und auch die Zahl jener Studierenden, die die Universität ohne einen Abschluss wieder verließen (Abbrecherquote, Drop-out-Rate), erhöhte sich. Um den Ansturm der Studenten zu bewältigen, schichteten viele Universitäten zudem immer mehr ihr Budget von der Forschung in Richtung Lehre um, wodurch die Kritik entstand, die Massenuniversitäten würden in Anlehnung an die Arbeitswelt zu reinen Ausbildungsfabriken verkommen.

### Ansätze zur Lösung der Probleme

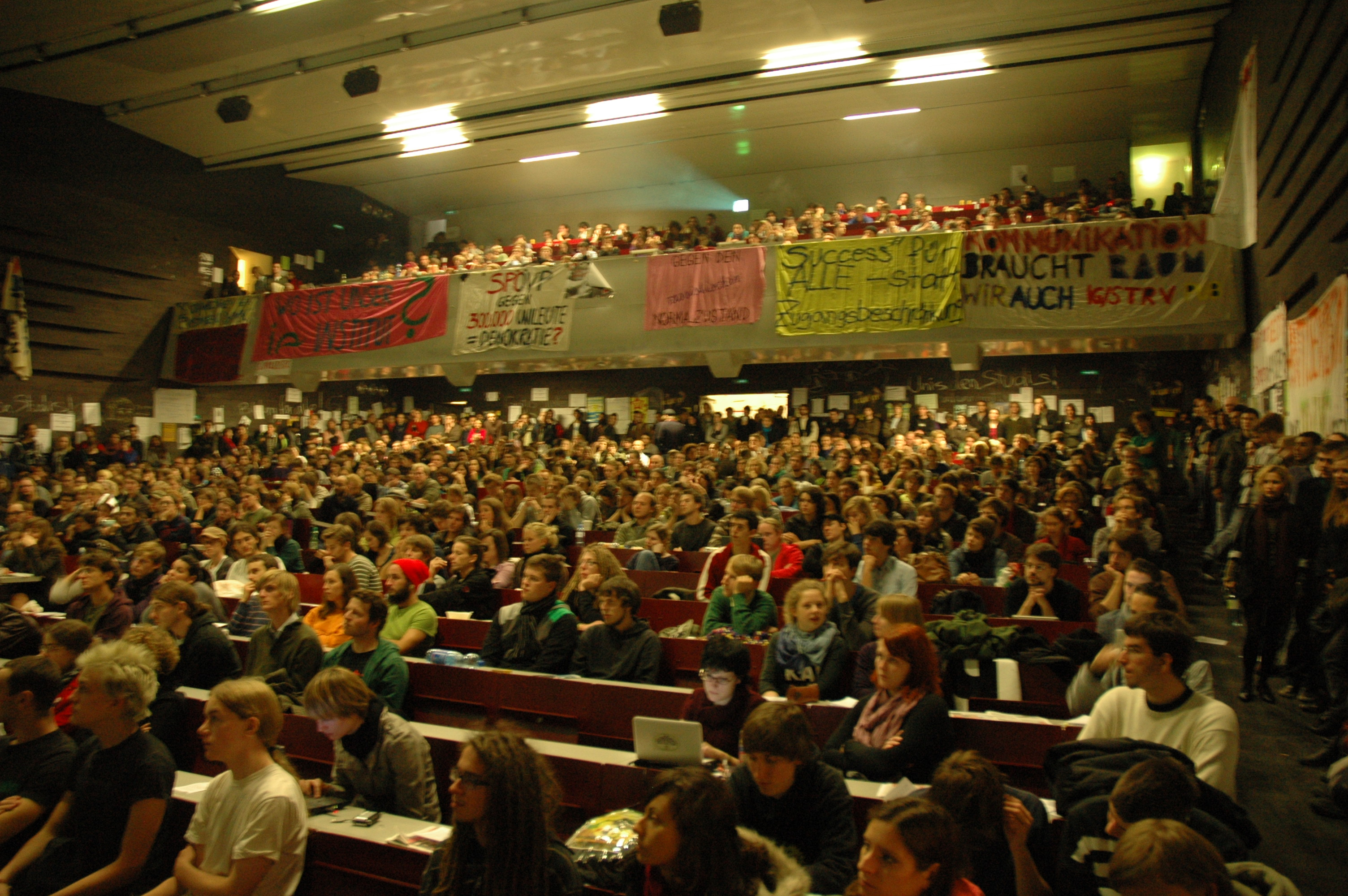
Protest gegen den Bologna-Prozess, Universität Wien, 2009

Die Politik, die Hochschulverwaltungen sowie Teile der Professorenschaft entwickelten in der Folge neue Konzepte, um der immer mehr anwachsenden Massenuniversitäten und der damit verbundenen Folgen Herr zu werden. Zunächst versuchte man die universitäre Infrastruktur auszubauen, neue Gebäude wurden errichtet und auch neue Universitätsstandorte in den Regionen gegründet. In Österreich, wo vor allem die Wiener Hochschulen zu Massenuniversitäten geworden waren, entstanden so etwa die Universität Linz (1966) und die wiederbelebte Universität Salzburg (1962). In Frankreich wurden in Reaktion auf die Studentenproteste des Jahres 1968 die großen Massenuniversitäten in Paris, Bordeaux, Montpellier, Marseille und Lille in kleine Teiluniversitäten aufgespalten, neue Fakultätsgebäude bewusst an den Stadtrand platziert sowie in den Provinzstädten neue Universitätsstandorte errichtet und bestehende ausgebaut. In der Bundesrepublik Deutschland wurde als neue Idee 1974 die Fernuniversität Hagen gegründet. In den 1980er Jahren kamen immer mehr alte Zulassungsbeschränkungsmodelle und Studiengebühren wieder in Diskussion. Ließen sich solche Modelle politisch nicht durchsetzen, ging man alternativ dazu über, die großen Massenuniversitäten aufzuspalten und etwa die medizinischen, wirtschaftlichen und technischen Fakultäten als eigenständige Universitäten zu etablieren. Ende der 1990er Jahre wurde auch im deutschsprachigen Raum wieder über Studiengebühren diskutiert. 2001 wurden diese nach einem Regierungswechsel erstmals seit den 1970er Jahren in Österreich neu eingeführt, daneben wurde mit der neu geschaffenen Form der Fachhochschulen ein Parallelsystem zu den etablierten Universitäten aufgebaut, das ein verkürztes und speziell auf die Bedürfnisse der Wirtschaft ausgerichtetes Studium anbietet. In Deutschland wurden zudem schrittweise die Anforderungen des Numerus clausus für bestimmte Studienrichtungen angehoben, und nach einem Grundsatzurteil des Bundesverfassungsgerichts im Jahr 2005 nutzten einige Bundesländer die Möglichkeit, erstmals seit 1970 wieder Studiengebühren zu erheben (siehe Studiengebühren in Deutschland).
Trotz dieser Maßnahmen hält der Trend zu immer steigenden Studentenzahlen in ganz Westeuropa weiter an, wenn auch in abgeschwächter Form. In jüngster Zeit wird deshalb von verschiedenen Seiten, etwa der Wirtschaft, konservativen und wirtschaftsliberalen Politikern und einzelnen Forschern, der Ruf lauter, im Interesse einer global konkurrenzfähigen Forschung neben den staatlichen Massenuniversitäten explizite Eliteuniversitäten zu schaffen. Diese sollen mit einem speziell auf Forschung ausgerichteten Profil nur besonders qualifizierte Professoren und Studierende akzeptieren, um so etwa in den Bereichen Technik, Medizin, Biologie und Betriebswirtschaft einen besonders produktiven Wissenschaftsbetrieb zu gewährleisten. Diese teilweise schon entstandenen Institute sollen sich dabei auf Post-Graduate- und Post-Doc-Lehre und -Forschung konzentrieren, während die bisher bestehenden Massenuniversitäten die Grundversorgung für Under-Graduate-Studenten gewährleisten sollen. Der für 2010 geplante Abschluss des Bologna-Prozesses, bei dem in Grundzügen das anglo-amerikanische Hochschulmodell mit den gestaffelten Abschlüssen Bachelor, Master und PhD für die ganze Europäische Union einheitlich eingeführt werden soll, ist ein wichtiger Schritt in Richtung dieser universitären Arbeitsteilung.

## Beispiele für sehr große Universitäten
Anzahl der Studenten im Wintersemester 2012/13 (gerundet):
- Deutschland: Fernuniversität in Hagen (88.000 = größte Uni in Deutschland), LMU München (2018: 50.900),[6] FU Berlin (33.300, ehemals 60.000), Uni Köln (50.500), Uni Frankfurt (43.600), Ruhr-Universität Bochum (43.100), Universität Hamburg, Universität Münster.
- Österreich: Universität Wien (91.000 = größte Uni im deutschsprachigen Raum), WU Wien (24.230), Universität Graz (31.600), Universität Innsbruck (22.700) und TU Wien (20.300)

- Schweiz: Universität Zürich (25.900)

- Frankreich: Pariser Sorbonne, nach 1968 in 12 Teiluniversitäten aufgelöst; ehemalige Universität Bordeaux (heute 4 Teile), Universität Montpellier (heute 3 Teile), Universität Aix-Marseille (heute 3 Teile)

- Italien: Sapienza Rom, Universität Neapel (101.000), Universität Bologna (100.000)

- Spanien: Complutense Madrid (88.200), Sevilla (73.400), Barcelona (62.000)

- Griechenland: Aristoteles-Universität Thessaloniki (81.500), Kapodistrias Athen (104.000)

- Dänemark: Universität Kopenhagen (30.300)

- Rumänien: Babeș-Bolyai-Universität Cluj (49.600), Universität Bukarest (43.600)

- Großbritannien: The Open University (200.000 = größte Uni Europas), University of London (135.000 in 19 Colleges), Leeds Metropolitan University (41.200), University of Manchester (39.200), Manchester Metropolitan University (33.200)

- Vereinigte Staaten (Stand: 2023): Texas A&M University (67.580), University of Central Florida (66.183), Ohio State University, Columbus (59.837), Florida International University (56.851), University of Florida (52.699), University of Minnesota, Twin Cities (51,848), University of Texas at Austin (51.525)[7]

Bei amerikanischen Universitäten ist zu beachten, dass diese in vielen Fällen mehr als einen einzigen Campus umfassen, wie etwa die Arizona State University, an der – ohne Fernstudenten – insgesamt 74.878 Menschen studieren, allerdings an vier verschiedenen Standorten, von denen der Campus in Tempe mit 54.866 Studenten (Herbst 2021) der größte ist.